# 5352 Fujita
5352 Fujita (1989 YN) là một tiểu hành tinh vành đai chính được phát hiện ngày 27 tháng 12 năm 1989 bởi Kushida và Muramatsu ở Yatsugatake.